# Římskokatolická farnost Havířov
Římskokatolická farnost Havířov je územní společenství římských katolíků s farním kostelem svaté Anny v diecézi Ostravsko-opavské, církevní provincií moravské, děkanátu Karviná. Spravuje 

## O farnosti

### Přehled duchovních správců
- 1835–1847 P. Theodor Michal Schmidt
- 1847–1873 P. Josef Burda
- 1873–1900 P. Jiří Kolek
- 1900–1931 P. Josef Czyž
- 1931–1932 P. František Šnek (administrátor)
- 1932–1950 P. Emil Peter
- 1951–1959 P. Antonín Rabel
- 1959–1960 P. Miloslav Petr (administrátor)
- 1960–1971 P. Bohuslav Vlček (administrátor)
- 1971–1972 P. Jan Szlachta (administrátor)
- 1972–1984 P. Viktor Archangelus Wild, O. Cap.
- 1984–1990 P. Rudolf Aegidius Friedl, O.Cap. (administrátor)
- 1990–2009 P. Václav Gandera
- 2010–2020 P. Marcel Krajzl
- 2020-?    P. Petr Kříbek

### Současnost
Farnost má sídelního duchovního správce, který spravuje excurrendo farnosti: Římskokatolická farnost sv. Markéty Havířov-Bludovice a Římskokatolická farnost Havířov-Prostřední Suchá.
| Fotografie | Kostel          | Místo   | Bohoslužba                                       | Bohoslužba                                          | Poznámka     |
| ---------- | --------------- | ------- | ------------------------------------------------ | --------------------------------------------------- | ------------ |
|            | Kostel sv. Anny | Havířov | pondělí úterý středa čtvrtek pátek sobota neděle | 17.30 7.00 17.00 7.00, 17.30 17.30 7.00 7.30, 10.00 | farní kostel |

## Aktivity farnosti
Ve farnosti jsou pravidelně slouženy bohoslužby. Pravidelně se zpovídá, konají se duchovní obnovy, adorace, setkání společenství, výuka náboženství, farní kavárna, o prázdninách farní tábor, ministrantské schůzky, pravidelně se konají také farní výlety, při bohoslužbách zpívá schola. Každoročně se také koná tříkrálová sbírka. V provozu je také farní knihovna. Farnost se pravidelně zapojuje do projektu Noc kostelů.
Farnost vydává vlastní časopis MARANNA. Rovněž se konají pohřby a svatby.
21. června 2020 uděloval ve farnosti svátost biřmování biskup apoštolský administrátor diecéze Martin David který mši rovněž celebroval, tuto mši vysílala TV Noe.